# Suore missionarie del Preziosissimo Sangue
Le Suore Missionarie del Preziosissimo Sangue (in latino Congregatio Pretiosi Sanguinis, in tedesco Missionsschwestern vom Kostbaren Blut) sono un istituto religioso femminile di diritto pontificio: i membri di questa congregazione, dette Missionarie di Mariannhill, pospongono al loro nome la sigla C.P.S.

## Storia
Le origini dell'istituto risalgono all'8 settembre 1885, quando nel Natal arrivò un gruppo di cinque collaboratrici laiche per affiancare i Missionari di Mariannhill: le ausiliarie si costituirono presto in congregazione religiosa e Franz Pfanner redasse per loro una regola ispirata a quella benedettina.
Venne subito aperto un noviziato e il 2 ottobre 1887 le prime religiose ricevettero l'abito: venne fondato anche un probandato in Europa (prima a Kirchherten, presso Bedburg, poi a Helden-Panningen, nel Limburgo). Nel 1901 venne eretta la casa di Aarle-Rixtel, che fu sede generalizia dell'istituto fino al 1967.
La congregazione e le sue costituzioni vennero approvate dalla Santa Sede il 2 ottobre del 1906.

## Attività e diffusione
Si dedicano soprattutto ad attività educative, specialmente alla formazione professionale delle popolazioni indigene africane.
Le Missionarie del Preziosissimo Sangue svolgono il soprattutto nell'Africa centro-meridionale (Sudafrica, Repubblica Democratica del Congo, Tanzania, Mozambico, Kenya, Zimbabwe, Zambia, Sudan): sono presenti anche in Europa (Italia, Austria, Germania, Paesi Bassi, Danimarca, Portogallo, Romania), nell'America settentrionale (Stati Uniti d'America e Canada), in Papua Nuova Guinea e nella Corea del Sud: la sede generalizia è a Roma.
Al 31 dicembre 2005 l'istituto contava 946 religiose in 100 case.